# Ri'āsat al-Istichbārāt al-ʿĀmma
Ri'āsat al-Istichbārāt al-ʿĀmma (arabisch رئاسة الاستخبارات العامة, DMG Riʾāsat al-Istiḫbārāt al-ʿĀmma), englisch General Intelligence Presidency (GIP), ist der staatliche Geheimdienst des Königreichs Saudi-Arabien.
Zwar fällt das Budget des Dienstes unter die staatliche Geheimhaltung, jedoch geht Anthony H. Cordesman und Nawaf Obaid 2004 von mindestens 500 Millionen US-Dollar im Jahr aus. Der GIP sei der bestfinanzierte Nachrichtendienst im Mittleren Osten. Von 2005 bis 2012 war Prinz Muqrin Generaldirektor des GIP und Prinz Faisal ibn Abdullah ibn Muhammed Al Saud sein Stellvertreter. Muqrin wurde am 8. März 2020 im Auftrag von Kronprinz Mohammed bin Salman wegen Hochverrats festgenommen. Die höchste Autorität für den Geheimdienst ist der saudische König, König Salman. Gemäß Artikel 60 des Grundgesetzes entlässt und beruft er die Direktoren.
Grundsätzlich ist der GIP zuständig für alle Nachrichtendienste, so auch für den GSS, die Nachrichtendienstabteilungen des Grenzschutz, des Heer, Marine, Luftwaffe, dem National Guard Intelligence Diractorate, dem Büro für Analyse und Studien im Innenministerium, das Informations und Studienzentrum im Außenministerium und dem Spezialisierten Studienzentrum der Nationalgarde. Allerdings war das Praktisch nicht gegeben und es entstand kein koordinierte Nachrichtendienstgemeinschaft wie es in Westlichen Ländern üblich ist. Erst nach den Anschlägen vom 11. September entstand eine Koordinierung und Abstimmung innerhalb der verschiedenen Nachrichtendiensten.

## Geschichte
Der Nachrichtendienst mit Sitz in Riad wurde 1957 unter der Leitung von Saed K. und Omar Shams gegründet. Seine Organisationsstruktur entwickelte der Geheimdienst unter König Faisal (1964–1975), dieser ernannte in den früher 1960er Jahren Kemal Adham zum Generaldirektor. Adham wurde zuvor von der CIA ausgebildet.
Nachdem eine Spezialeinheit der Saudi-Arabischen Regierung den Journalisten Jamal Khashoggi 2018 in Istanbul ermordet hatten, äußerten die USA indirekt Kritik am GIP. US-Geheimdienstler sagten, sie hätten ein großes Interesse, mit einem modernisierten und unter besserem Management arbeitendem GIP, der effizient und nach ethischen Standards arbeitete. Die USA wollten einen stärkeren GIP, glaubten aber nicht, dass der von Saudi-Arabien eingeschlagene Weg der richtige sei, sagte ein Beamter des US-Außenministeriums 2019.
Der dänische Nachrichtendienst PET nahm im Februar 2020 drei mutmaßliche Spione des GIP fest. Es handelte sich um drei Iraner, die 2012 vom GIP angeheuert worden seien um pro-iranische Gruppen in Dänemark und anderen Ländern Nordeuropas auszuspionieren. Sie hätten regelmäßig ihrem GIP-Führungsoffizier in der Saudischen Botschaft in Kopenhagen berichtet. Im Oktober 2018 sollte einer von ihnen vom iranischen Geheimdienst ermordet werden, was von dänischen Behörden mit einer aufwändigen Sicherheitsoperation verhindern werden konnte.